# The Serpent
The Serpent és una minisèrie britànica produïda per la BBC One i Netflix basada en fets reals, protagonitzada pels actors Tahar Rahim i Billy Howle i l'actriu Jenna Coleman, i dirigida Hans Herbots i Tom Shankland.

## Argument
La sèrie narra la història d'un estafador establert a l'Àsia sud-oriental durant la dècada de 1970, que enganyava, acollia i després matava els turistes europeus que trobava, per tal quedar-se amb els seus diners.
Charles Sobhraj (Tahar Rahim), amb la complicitat de la seva dona Marie-Andrée Leclerc (Jenna Coleman) i el seu soci Ajay Chowdhury (Amesh Edireweera), va assassinar entre 10 i 14 turistes com a mínim, que van ser enverinats, estrangulats, apunyalats o fins i tot cremats vius. Al llarg dels vuit capítols es mostren els seus mètodes, com actuaven i algunes de les formes que va posar en pràctica per escapar de la policia; també la complicada relació entre Sobhraj i Leclerc, que es van conèixer l'any 1975 a l'Índia. i van passar junts dos anys, un d'ells a dins la presó.
Es relata per altra banda la investigació que van realitzar un diplomàtic dels Països Baixos i la seva dona, Herman Knippenberg (Billy Howle) i Angela Knippenberg (Ellie Bamber) que van iniciar arran de la desaparició d'una parella de turistes holandesos i que finalment va aconseguir que les autoritats paressin atenció als diversos crims com un mateix cas.

## Repartiment
| Actriu / Actor         | Personatge            |
| ---------------------- | --------------------- |
| Tahar Rahim            | Charles Sobhraj       |
| Jenna Coleman          | Marie-Andreé Leclerc  |
| Billy Howle            | Herman Knippenberg    |
| Ellie Bamber           | Angela Knippenberg    |
| Mathilde Warnier       | Nadine Gires          |
| Grégoire Isvarine      | Remi Gires            |
| Tim McInnerny          | Paul Siemons          |
| Amesh Edireweera       | Ajay Chowdhury        |
| Apasiri Kulthanan      | Lawana                |
| William Brand          | Ambassador van Dongen |
| Chotika Sintuboonkul   | Kannika               |
| Supadej Wongwatanaphan | Yotin                 |
| Fabien Frankel         | Dominique Renelleau   |
| Adam Rothenberg        | Gilbert Redland       |
| İlker Kaleli           | Vitali Hakim          |
| Chicha Amatayakul      | Suda Romyen           |

## Producció i rodatge
Malgrat la sèrie es mou de Bangkok a Katmandú i París, es va rodar principalment a Tailàndia, però també es va rodar a d'altres emplaçaments, com Myanmar. Inicialment estava previst desplaçar-se també a Budapest per tal de rodar les escenes parisenques, però l'arribada de la COVID-19 va aturar el rodatge durant cinc o sis mesos. Per aquest motiu quan finalment van reprendre el rodatge, el mes d'agost de 2020, van fer-ho al poble mercat de Tring, a Hertfordshire, on van gravar escenes situades a Bombai, Karachi i París.
Per a la preparació dels personatges els actors van conèixer alguna de les persones reals que van viure i protagonitzar la història, com va ser el cas de Billy Howle i Herman Knippenberg. Tahar Rahim es va plantejar anar a visitar a Charles Sobhraj a la presó del Nepal on està complint condemna actualment, però ho va descartar finalment. D'altra banda, Jenna Coleman, que no tenia aquesta opció (Leclerc va morir de càncer l'any 1984 als 38 anys) però va parlar-ne amb Herman Knippenberg i Nadine Gires, a banda de llegir els seus diaris.

## Estrena
L'estrena de la sèrie (només per a residents al Regne Unit) va ser a través de la BBC One i la plataforma BBC iPlayer l'1 de gener de 2021. L'estrena internacional de la sèrie completa a través de la plataforma Netflix es va fer el dia 2 d'abril de 2021.